# She's a Rebel
«She's a Rebel» (Ella es una rebelde) es la octava canción del séptimo álbum de la banda de punk Green Day, American Idiot. La canción sigue con la historia de «Jesus of Suburbia/St. Jimmy», contando la experiencia de este al encontrarse a Whatsername en las fiestas patrias del 4 de julio.

## Historia de Jesús
En esta canción se describe como St. Jimmy se enamora profundamente de Whatsername con solo verla, ya que el cree que ella es una rebelde pura y no alguien fingiendo ser quien no es, rápidamente se comienza a preguntar si es como él en pensamiento como en actos Is she dreaming?, what I'm thinking?, Is she the mother of all bombs gonna detonate?, is she trouble like I'm in trouble? (en español:  ¿Está soñando?, ¿Qué estoy pensando?, ¿Es ella la madre de todas las bombas que detonarán?, ¿Está en problemas como yo lo estoy?.
) Jimmy cree que él y ella serán la pareja perfecta de rebeldes.

## Intérpretaciones en vivo
La canción se interpretó durante la gira de American Idiot exclusivamente en los conciertos donde tocaban el disco completo, ya que en el set normal no se encontraba. En el 2010, se le interpretó de manera acústica y parcial solo una vez.

## Versiones y covers
- La versión original que aparece en el disco American Idiot.[2]
- Versión en vivo que aparece como lado B del sencillo en CD de Boulevard of Broken Dreams.[3]
- Versión del musical American Idiot que aparece en el disco American Idiot: The Original Broadway Cast Recording.[4]
- En 2014, la banda de post-hardcore estadounidense, Falling in Reverse, lanzó su versión para el álbum de Kerrang! Does Green Day's American Idiot.